# U 597
U 597 war ein deutsches Unterseeboot des Typs VII C – auch „Atlantikboot“ genannt – das während des U-Boot-Krieges bei Geleitzugschlachten im Nordatlantik eingesetzt wurde.

## Geleitzugschlachten im Nordatlantik
Nach den Maßgaben der Rudeltaktik setzte die Kriegsmarine ab Sommer 1941 mehrere U-Bootgruppen gegen die alliierten Geleitzüge ein, welche die Versorgung Großbritanniens sicherstellen sollten. Am 13. Juni wurde U 597 der Gruppe „Wolf“ zugeteilt, die Ende des Monats den Geleitzug ON 113 attackierte. Kommandant Bopst fuhr einen Angriff, erzielte aber keine Erfolge. Am 27. Juni löste sich U-Bootgruppe „Wolf“ auf, und einige der zugehörigen U-Boote, unter anderem U 597, ließen sich durch die „Milchkuh“ U 461 versorgen. Diese Boote ordneten sich anschließend in den Vorpostenstreifen ein, den die inzwischen zusammengestellte U-Bootgruppe „Pirat“ gebildet hatte, und attackierten Anfang August 1942 den Geleitzug ON 115, aus dem zwei Schiffe versenkt wurden. Bevor diese U-Bootgruppe wenige Tage später wegen ungünstiger Wetterlage aufgelöst wurde, griff U 597 erfolglos einen Nachzügler an. Am 3. August wurde das Boot der U-Bootgruppe „Steinbrinck“ zugeteilt, die östlich der Neufundlandbank patrouillierte und den Geleitzug SC 94 attackierte. Kommandant Bopst sichtete einige Schiffe, die den Anschluss an den Konvoi verloren haben, konnte aber weiterhin keine Erfolge erzielen. Am 16. August kehrte U 597 nach Brest, dem Stützpunkt der 1. U-Flottille, zurück.

## Versenkung
Am 1. Oktober 1942 war U 597 zunächst der U-Bootgruppe „Luchs“ zugeteilt, die Jagd auf ihr Ziel, den Geleitzug HX 209, aufgrund erheblicher Luftsicherung eine Woche später bereits abbrach und aufgelöst wurde. Aus einigen dieser Boote – unter anderem U 597 – und neu Hinzugekommenen wurde am 8. Oktober die U-Bootgruppe „Panther“ gebildet, die am 11. Oktober die 36 Schiffe des Geleitzugs ONS 136 entdeckten. Zum Angriff auf diesen Konvoi bildete der BdU aus U 597 und sieben weiteren Booten die U-Bootgruppe „Leopard“. Wegen der ungünstigen Wetterbedingungen, mit Winden bis Stärke 10 blieb der Angriff der U-Bootgruppe erfolglos, einzig U 587 gelangen zwei Angriffe, ohne dass Versenkungen erzielt wurden. Um die Mittagszeit des 12. Oktober entdeckte ein Liberator-Bomber das aufgetaucht fahrende U-Boot und attackierte es mit Wasserbomben. Vom Flugzeug aus beobachtete auftreibende Ölflecken und Trümmer zeigten die Versenkung von U 597 an (Lage).